# Nova Bretanha Ocidental
Nova Bretanha Ocidental (West New Britain em inglês) é uma província da Papua-Nova Guiné. Localiza-se na parte ocidental da ilha da Nova Bretanha. A capital é a cidade de Kimbe. Tem 20 387 km² e 264 264 habitantes (2011).